# Инициативен комитет за свикване на АСНОМ
Инициативният комитет за свикване на АСНОМ (на македонска литературна норма: Иницијативен одбор за свикување на АСНОМ) е политически орган на комунистически дейци от Вардарска Македония, който си поставя за цел подготвянето и свикването на заседание на Антифашистко събрание за народно освобождение на Македония. Свикан е през ноември 1943 година в Цървена вода и съществува до 2 август 1944 година, когато под председателството на Методи Андонов-Ченто е открито първото заседание на АСНОМ.
Консултациите за създаване на Инициативен комитет протичат в периода август-ноември 1943 година по време на Преспанското съвещание (2 август 1943 година). За председател на комитета е избран Методи Андонов-Ченто, за секретар Страхил Гигов, а членове са Цветко Узуновски, Венко Марковски и Михайло Апостолски. Те работят в тясно сътрудничество с Главния щаб на НОВ и ПОМ, който скоро след това прехвърля на Изпълнителния комитет политическите си правомощия. На 14 март 1944 година се свързват с Антифашисткия народоосвободителен комитет (АНОК), издал Манифест на Главния щаб от октомври 1943 година, като на следващия ден Изпълнителният комитет изпраща писма до всички антифашистки комитети за свикване на събрание на АСНОМ.
На 30 април 1944 година на среща на ИК в Стайовце, Сърбия съставът ѝ е разширен: Емануил Чучков и Бане Андреев са избрани за заместник-председатели, Кирил Мильовски и Киро Глигоров са назначени за секретари, а за нови членове са избрани Епоминонда Попандонов, Никола Минчев, Петре Пирузе, Мара Нацева, Благой Хаджипанзов, Никола Мицев, Владимир Полежиноски, Христо Баялцалиев, Борко Темелковски, Тодор Циповски, Панко Брашнаров, Тодор Звездин, Генадие Лешков, Лазар Соколов и Милан Стефанов.
В началото на май 1944 година Ченто, Чучков и Петрушев заминават за Вис, Хърватия на среща с Йосип Броз Тито и ръководения от него Националния комитет за освобождение на Югославия (НКОЈ). На разговори проведени на 24 юни 1944 година е поставен въпроса за обединяването на Македония, за което принципно Тито дава съгласието си. През юли продължава подготовката за свикване на общо събрание като са издадени политическите тезиси „Борба срещу окупатори“ и „Народно-демократичната власт в Македония – нейната същина, организация и задачи“, а също и доклад за свършената дейност на комитета.
С успешното провеждане на първото заседание на АСНОМ на 2 август 1944 година Иницитиавният комитет спира да функционира, а членовете му преминават директно в Президиума на АСНОМ.